# Sporidiobolales
Sporidiobolales Doweld – rząd podstawczaków (Basidiomycota). Należą do niego jednokomórkowe drożdże podstawkowe.

## Charakterystyka
Gatunki należące do rzędu Sporidiobolales są rozprzestrzenione na całym świecie i wyizolowano je z gleby, wody, powierzchni roślin i zwierząt. Większość gatunków znana jest jedynie ze stanu drożdżowego, nieliczne to grzyby strzępkowe wytwarzające teliospory, z których powstają rurkowate podstawki z bocznymi septami, wytwarzające bazydiospory. Dwa gatunki, Rhodotorula mucilaginosa i Rhodotorula glutinis, to grzyby chorobotwórcze powodujące choroby u ludzi i zwierząt.

## Systematyka
Pozycja w klasyfikacji według Index FungorumMicrobotryomycetes, Pucciniomycotina, Basidiomycota, Fungi.
Jest to takson monotypowy z jedną rodziną:
- rodzina Sporidiobolaceae R.T. Moore 1980
  - rodzaj Aessosporon Van der Walt 1970
  - rodzaj Rhodosporidiobolus Q.M. Wang, F.Y. Bai, M. Groenew. & Boekhout 2015
  - rodzaj Rhodotorula F.C. Harrison 1927
  - rodzaj Sporobolomyces Kluyver & C.B. Niel 1924